# Robert Sweeting
Robert Sweeting (* 5. Juni 1987 in Sarasota, Florida) ist ein ehemaliger US-amerikanischer Radrennfahrer.
Sweeting schloss sich 2007 dem AEG Toshiba-Jetnetwork Pro Cycling Team an und konnte eine Etappe des der Rundfahrt von Greenville gewinnen. 2008 siegte er jeweils auf einem Teilstück des The Piedmont Triad Omnium sowie der French Broad Cycling Classic und wurde Zweiter der US-amerikanischen Zeitfahrmeisterschaften der Klasse U23. Zur Saison 2009 wechselte er zum Team Land Rover-Orbea und gewann das Archer Time Trial und die The Swamp Classic. 2010 gewann er die Gesamtwertung der Tour of Connecticut und belegte den dritten Platz im Einzelzeitfahren bei den nationalen Meisterschaften der Fahrer ohne Vertrag. Zur Saison 2011 unterschrieb er beim Team Kenda-Gear Grinder und konnte mit dem Gewinn der zweiten Etappe der Tour of Elk Grove seinen ersten Erfolg auf der UCI America Tour feiern. Im letzten Jahr seiner internationalen Karriere, 2015, gewann er eine Etappe der Vuelta Independencia Nacional República Dominicana.

## Erfolge
2011
- eine Etappe Tour of Elk Grove

2015
- eine Etappe Vuelta Independencia Nacional República Dominicana

## Teams
- 2007 AEG Toshiba-Jetnetwork Pro Cycling Team
- 2008 Toshiba-Santo Pro Cycling presented by Herbalife
- 2009 Land Rover-Orbea
- 2011 Kenda-5-Hour Energy Cycling Team
- 2012 Kenda-5-Hour Energy Cycling Team
- 2013 5 Hour Energy
- 2014 5-Hour Energy
- 2015 Team SmartStop